# Square End Island
Square End Island (englisch, spanisch Isla Cuadrata ‚Quadratinsel‘) ist eine Insel im Archipel der Südlichen Shetlandinseln. Sie liegt 6 km nordnordöstlich der südwestlichen Spitze von King George Island.
Der deskriptive Name der Insel stammt offenbar von Wissenschaftlern der britischen Discovery Investigations, die die Insel im Jahr 1935 kartierten.